# La Fourche (Miró)
Pour les articles homonymes, voir La Fourche.
La Fourche est une sculpture réalisée par l'artiste espagnol Joan Miró en 1963. Constituée en fer et en bronze, elle se présente comme une fourche en équilibre au sommet d'une forme triangulaire percée d'un grand cercle elle-même installée sur une haute base cônique. En acceptant le trou comme un œil et les dents de l'outil comme des plumes, de profil elle évoque un oiseau. Partie de la collection de la Fondation Maeght, à Saint-Paul-de-Vence, elle est située dans son parc de sculptures, Le Labyrinthe.